# Idioma hawaiano
El hawaiano (autoglotónimo: ʻōlelo Hawaiʻi) es una lengua polinesia de la familia austronesia, nativa de las islas Hawái. Junto con el inglés es lengua oficial del Estado de Hawái en los Estados Unidos.
El hawaiano pertenece al grupo de las lenguas polinesias, junto con idiomas como el tahitiano, el samoano, el maorí y el rapanui y se relaciona de manera mucho más distante con el indonesio, el malgache, el tagalo y las lenguas indígenas de Taiwán.

## Historia
El hawaiano deriva del idioma llevado a las islas entre el siglo I y el siglo II por colonizadores polinesios, que procedían de las islas de la Sociedad.
Durante varios siglos, fue la única lengua usada en las islas Hawái y tan solo se hablaba allí. La llegada de los exploradores europeos en el siglo XVIII llevó a las islas hablantes de otras lenguas, a la vez que posibilitó la salida de isleños y de su idioma hacia otras tierras. En el siglo XIX, los hawaianos sufrieron una fuerte disminución de su población a causa de las enfermedades recién introducidas por los inmigrantes; además de la muerte de sus hablantes, en 1885 se promulgó una norma de enseñanza que establecía que la instrucción se impartiría solo en inglés.
A principios del siglo XX, en seis de las siete islas habitadas del archipiélago, el idioma había sido ampliamente desplazado por el inglés y el número de hablantes de hawaiano no llega a ser un 0,1 % de la población del estado. Sin embargo, las cosas son diferentes en la isla Niʻihau, pues sus habitantes se han mantenido aislados y usan casi exclusivamente su versión local de hawaiano.
A partir del año 1900, el número de hablantes nativos disminuyó de 37 000 a cerca de 1000. Muchos de ellos son personas de más de 70 años. No existe acuerdo sobre cuáles son las razones de esta disminución. Algunos consideran que la principal causa es el abandono por parte de sus hablantes nativos: se piensa que muchos de ellos estimularon que sus hijos aprendieran inglés e incluso que dejaron de hablar en hawaiano para que los niños no lo aprendieran. Mientras tanto, otros insisten en que se debió a hechos ajenos a los hablantes, porque el gobierno ilegalizó el idioma, a la vez que en las escuelas se castigó su uso o que el prejuicio general contra los kanakas (nativos) fue un factor que desincentivó su uso.
En décadas más recientes se han hecho esfuerzos por promover el idioma. Existen escuelas de inmersión lingüística para las familias que desean que sus hijos hagan perdurar el idioma. La estación local de la radio pública presenta un segmento titulado Hawaiian Word of the Day ("La palabra hawaiana del día"); además, las ediciones dominicales del periódico Honolulu Star-Bulletin, uno de los dos periódicos más importantes de Honolulu, traen un breve artículo llamado 
Kauakukalahale escrito íntegramente en hawaiano por un estudiante.
Existe cierta tensión entre aquellos que quisieran revivir un hawaiano más "puro", a la manera del que se hablaba a principios del siglo XIX, y aquellos que se criaron hablando un hawaiano coloquial modificado, influenciados por más de un siglo de contacto con el inglés y el pidgin de Hawái. Ya que esta lengua local es un idioma criollo derivado principalmente del inglés e influenciado solo parcialmente por el propio hawaiano, además de por otras lenguas que se hablaban en la región del Pacífico y Asia.
Es el idioma que dio origen a la palabra wiki de la Wikipedia, que significa «rápido».

## Escritura
El hawaiano se escribe con una variante del alfabeto latino, llamada ka pī‘āpā Hawai‘i. Fue desarrollada por misioneros estadounidenses durante la década de 1820.
| A a | E e | H h | I i | K k | L l | M m | N n | O o | P p | U u | W w | ‘   |
| --- | --- | --- | --- | --- | --- | --- | --- | --- | --- | --- | --- | --- |
| /a/ | /e/ | /h/ | /i/ | /k/ | /l/ | /m/ | /n/ | /o/ | /p/ | /u/ | /w/ | /ʔ/ |

Las letras tienen el mismo valor que en Alfabeto Fonético Internacional (AFI), pero el lenguaje cotidiano no se restringe a estos 13 fonos. Por ejemplo, los fonemas [t] y [k] son alófonos de /k/. 
El símbolo ‘, llamado ‘Okina, se usa para representar la oclusión glotal que tiene valor fonémico (representada por ʔ en el AFI). Esta pausa es un remanente de consonantes que han dejado de pronunciarse. Por ejemplo, antiguamente la primera persona dual era /maːlua/, luego dejó de pronunciarse la l, pero en vez de desaparecer todo rastro de ella, quedó la oclusión glotal, pronunciándose /maːʔua/ y posteriormente cambió a /maːua/. No se escribe "mā`ua", pero la pronunciación /maːʔua/ se conserva entre algunos hablantes.
La longitud de las vocales se marca por medio de un macrón, llamado kahakō. El macrón no representa acento prosódico, pero a causa de las reglas de acentuación del hawaiano, una vocal larga siempre resulta acentuada.

## Fonología y fonética
El hawaiano es notable por lo reducido de su conjunto de fonemas, tal y como sucede en otras lenguas polinesias. Además de la variación entre [t] y [k], también la hay entre [r] y [l], entre [v] y [w] y entre [b] y [p]; dichos sonidos suelen representarse mediante l, w y p respectivamente por influencia de las grafías que decidieron usar los misioneros que primero escribieron la lengua.

### Consonantes
En la siguiente tabla se muestran los fonemas consonánticos del hawaiano:
| Consonantes  | Labiales | Alveolares | Velares | Glotales |
| ------------ | -------- | ---------- | ------- | -------- |
| Oclusivas    | p        |            | k       | ʔ        |
| Nasales      | m        | n          |         |          |
| Fricativas   |          |            |         | h        |
| Aproximantes | w        |            |         |          |
| Laterales    |          | l          |         |          |

### Vocales
A continuación se presenta una tabla de los fonemas vocálicos: 
| Vocales | Corta    | Corta     | Larga    | Larga     |
| Vocales | Anterior | Posterior | Anterior | Posterior |
| ------- | -------- | --------- | -------- | --------- |
| Cerrada | i        | u         | iː       | uː        |
| Media   | e        | o         | eː       | oː        |
| Abierta | a        | a         | aː       | aː        |

Los diptongos posibles son iu, ei, eu, oi, ou, ai, au, ae y ao.

### Estructura silábica
La estructura silábica del hawaiano, como la de muchas otras lenguas polinesias, solo puede ser (C)V(V), es decir, toda sílaba está compuesta por una vocal que puede ir acompañada por una consonante, por otra vocal o por ambas. La consonante inicial de una palabra puede ser una oclusión glotal. Por ejemplo, se diferencia entre /alo/ "frente, cara" y /ʔalo/ "evadir". A pesar de no permitirse la presencia de consonantes en final de sílaba, muchas palabras tomadas de otros idiomas sí las tienen.

## Niʻihau
La isla de Niʻihau, al sudoeste de Kaua'i, es la única donde toda la población (alrededor de 160 personas) habla el hawaiano como lengua materna. Entre las razones de su arraigo se incluyen que la isla es propiedad privada desde 1872 y se permite rara vez la visita de extraños; además, los propietarios de la isla han incentivado el mantenimiento del idioma y los propios habitantes de Niʻihau se han esforzado por conservarla.
En Niʻihau coexisten tres modos de hablar el hawaiano:
- una imitación y adaptación del hawaiano "estándar" del resto de las islas;
- un dialecto propio de Ni‘ihau que es significativamente diferente al anterior y posee muchas palatalizaciones, así como diferencias en la diptongación y en la elevación y elisión de vocales; y
- una manera especial de hablar entre los niihauanos que resulta ininteligible para los hablantes de otras formas de hawaiano.

La mayoría también habla inglés como segunda lengua.